# Philus curticollis
Philus curticollis é uma espécie de coleóptero da tribo Philiini (Philinae); distribuídos pela China e Laos.

## Sistemática
- Ordem Coleoptera
  - Subordem Polyphaga
    - Infraordem Cucujiformia
      - Superfamília Chrysomeloidea
        - Família Vesperidae
          - Subfamília Philinae
            - Tribo Philiini
              - Gênero Philus
                - Philus curticollis (Pic, 1930)